# Scathophaga parisiensis
Scathophaga parisiensis är en tvåvingeart som först beskrevs av Robineau-desvoidy 1830.  Scathophaga parisiensis ingår i släktet Scathophaga och familjen kolvflugor.
Artens utbredningsområde är Frankrike. Inga underarter finns listade i Catalogue of Life.